# Pepina y Tortón
Pepina y Tortón (también conocido como "El Club de Pepina y Tortón" o "El Show de Pepina y Tortón") fue un programa infantil panameño transmitido desde 1985 hasta 1996 por Telemetro, en horario sabatino.
Era conducido por los payasos Pepina y Tortón, y en algunas temporadas contaron con las muñequitas o ayudantes Frances y Michelle.
En los años 90, el programa regresó con un nuevo nombre, "El Show De la Pandilla" (1994-1996), temporada que contó con las animadoras Ivonne y Michelle.
Se caracterizaron por su musicalidad y buen humor, por enseñar divirtiendo, hacer cómicas trastadas y presentar shows que unieran a la familia con el mejor pretexto: la risa.

## Historia
Damaris Vásquez (la payasita Pepina) cuenta que la primera vez que hizo de payasa fue en 1978 para el cumpleaños de una ahijada, y desde ese instante no dejó de trabajar. Fue ese 19 de julio con tan sólo 19 años, cuando le salieron los dos primeros contratos de su carrera y en los que asegura haber tenido mucho éxito.
Tiempo después conoce a Franz Gutiérrez, músico de profesión, quien se convierte en el payaso Tortón. 
Un tiempo después aparecen como invitados en el programa de ''Tío Yeyo'', de TVN, y hacen un programa educativo en Canal 11.
Posteriormente, juntos llegan a la televisión en el año 85, a través del programa “El Club de Pepina y Tortón”.
Todo esto a solicitud de la corporación MEDCOM que les propone participar media hora dentro del programa de Víctor Martínez Blanco[¿cuál?] y ocurre lo inesperado. Fue tanta la aceptación del público que tuvieron que salir del programa de Víctor Martínez Blanco para hacer su propio espacio y así crear “El show de Pepina y Tortón”, que se transmitía  por una hora.  
Es así como este dúo compuso más de 100 canciones infantiles para producciones musicales, obras teatrales, eventos, tres álbumes, entre otros.
En cuanto a la creación del programa, juntos se encargaron de la preproducción de segmentos, producción, edición y posproducción, y hasta de guiones y creación de comedia.

## Discografía
- "Pepina y Tortón en la fiesta"
- “Las Manos de Tortón, son tus Manos ... Lo Mejor de Pepina y Tortón”

Este último contiene los éxitos “Hola niño”, “Manitos y orejitas”, “El pecesito”, “La banda contagiosa”, “La basura”, “Don Elmer el sapo”, y su recordado tema “Se acordarán”.

## Sencillos
- "Ahí viene un trencito"
- "Contigo otra vez"
- "Don Elmer el sapo"
- "Diciembre"
- "El Pecesito"
- "El Pirata Morgan Soy"
- "Febrero"
- "Hola niño"
- "Junio"
- "La Basura"
- "La Banda Contagiosa"
- "Los animales en el zoológico"
- "Manitos y Orejitas"
- "Qué linda que está la fiesta"
- "Rap del Aseo"
- "Se acordarán"
- "Ser Natural" - (Cover en español de la canción country "Act Naturally")
- "Sí, sí, sí - Qué bueno que viniste"
- "Son Pepina y Tortón"

## Jingles
- "El desfile de salchichas" - anuncio comercial de salchichas Kiener.